# Oleria amaldina
Oleria amaldina är en fjärilsart som beskrevs av Richard Haensch 1909. Oleria amaldina ingår i släktet Oleria och familjen praktfjärilar. Inga underarter finns listade i Catalogue of Life.